# Општина Делисијас (Чивава)
Делисијас (шп. Delicias) општина је у Мексику у савезној држави Чивава. Општина се налази на надморској висини од 1171 м.

## Становништво
Према подацима из 2010. у општини је живело 137935 становника.

### Хронологија
| Година       | 2000                   | 2005                   | 2010                   |
| ------------ | ---------------------- | ---------------------- | ---------------------- |
| Становништво | 116426 (57114 / 59312) | 127211 (62463 / 64748) | 137935 (68013 / 69922) |

### Попис
| \| \| м \| \| \| ж \| \| 0—2 \| 3.721 \| \| \| 3.502 \| \| 3—5 \| 3.944 \| \| \| 3.781 \| \| 6—11 \| 7.868 \| \| \| 7.735 \| \| 12—14 \| 3.862 \| \| \| 3.778 \| \| 15—17 \| 4.105 \| \| \| 3.882 \| \| 18—24 \| 8.717 \| \| \| 8.664 \| \| 60+ \| 6.160 \| \| \| 6.960 \| \| Просек : \| 29,4 \| \| \| 30,4 \| |       |  |  |       |
| |       |  |  |       |
| | м     |  |  | ж     |
| 0—2 | 3.721 |  |  | 3.502 |
| 3—5 | 3.944 |  |  | 3.781 |
| 6—11 | 7.868 |  |  | 7.735 |
| 12—14 | 3.862 |  |  | 3.778 |
| 15—17 | 4.105 |  |  | 3.882 |
| 18—24 | 8.717 |  |  | 8.664 |
| 60+ | 6.160 |  |  | 6.960 |
| Просек : | 29,4  |  |  | 30,4  |

| #   | Индикатор                                                                                        | Вредност |
| --- | ------------------------------------------------------------------------------------------------ | -------- |
| 1   | Становништво од 0 до 2 године                                                                    | 7223     |
| 2   | Мушко становништво од 0 до 2 године                                                              | 3721     |
| 3   | Женско становништво од 0 до 2 године                                                             | 3502     |
| 4   | Становништво са 3 и више година                                                                  | 130057   |
| 5   | Мушко становништво са 3 и више година                                                            | 63971    |
| 6   | Женско становништво са 3 и више година                                                           | 66086    |
| 7   | Становништво са 5 и више година                                                                  | 124846   |
| 8   | Мушко становништво са 5 и више година                                                            | 61330    |
| 9   | Женско становништво са 5 и више година                                                           | 63516    |
| 10  | Становништво са 12 и више година                                                                 | 106729   |
| 11  | Мушко становништво са 12 и више година                                                           | 52159    |
| 12  | Женско становништво са 12 и више година                                                          | 54570    |
| 13  | Становништво са 15 и више година                                                                 | 99089    |
| 14  | Мушко становништво са 15 и више година                                                           | 48297    |
| 15  | Женско становништво са 15 и више година                                                          | 50792    |
| 16  | Становништво са 18 и више година                                                                 | 91102    |
| 17  | Мушко становништво са 18 и више година                                                           | 44192    |
| 18  | Женско становништво са 18 и више година                                                          | 46910    |
| 19  | Становништво од 3 до 5 година                                                                    | 7725     |
| 20  | Мушко становништво од 3 до 5 година                                                              | 3944     |
| 21  | Женско становништво од 3 до 5 година                                                             | 3781     |
| 22  | Становништво од 6 до 11 година                                                                   | 15603    |
| 23  | Мушко становништво од 6 до 11 година                                                             | 7868     |
| 24  | Женско становништво од 6 до 11 година                                                            | 7735     |
| 25  | Становништво од 8 до 14 година                                                                   | 18274    |
| 26  | Мушко становништво од 8 до 14 година                                                             | 9222     |
| 27  | Женско становништво од 8 до 14 година                                                            | 9052     |
| 28  | Становништво од 12 до 14 година                                                                  | 7640     |
| 29  | Мушко становништво од 12 до 14 година                                                            | 3862     |
| 30  | Женско становништво од 12 до 14 година                                                           | 3778     |
| 31  | Становништво од 15 до 17 година                                                                  | 7987     |
| 32  | Мушко становништво од 15 до 17 година                                                            | 4105     |
| 33  | Женско становништво од 15 до 17 година                                                           | 3882     |
| 34  | Становништво од 18 до 24 године                                                                  | 17381    |
| 35  | Мушко становништво од 18 до 24 године                                                            | 8717     |
| 36  | Женско становништво од 18 до 24 године                                                           | 8664     |
| 37  | Женско становништво од 15 до 49 година                                                           | 37710    |
| 38  | Становништво са 60 и више година                                                                 | 13120    |
| 39  | Мушко становништво са 60 и више година                                                           | 6160     |
| 40  | Женско становништво са 60 и више година                                                          | 6960     |
| 41  | Однос између мушкараца и жена                                                                    | 97.27    |
| 42  | Становништво од нуле до 14 година                                                                | 38191    |
| 43  | Становништво од 15 до 64 године                                                                  | 89983    |
| 44  | Становништво од 65 година и више                                                                 | 9106     |
| 45  | Просечан број деце                                                                               | 2.27     |
| 46  | Становништво рођено у ентитету                                                                   | 119813   |
| 47  | Мушко становништво рођено у ентитету                                                             | 58817    |
| 48  | Женско становништво рођено у ентитету                                                            | 60996    |
| 49  | Становништво рођено у другом ентитету                                                            | 15530    |
| 50  | Мушко становништво рођено у другом ентитету                                                      | 7905     |
| 51  | Женско становништво рођено у другом ентитету                                                     | 7625     |
| 52  | Становништво од 5 година и више резидентно у ентитету у јуну 2005. године                        | 119259   |
| 53  | Мушко становништво старосног доба од 5 година и више, резидентно у ентитету у јуну 2005. године  | 58225    |
| 54  | Женско становништво старосног доба од 5 и више година, резидентно у ентитету у јуну 2005. године | 61034    |
| 55  | Становништво од 5 година и више које је живело у другом ентитету у јуну 2005. године             | 2824     |
| 56  | Мушко становништво старије од 5 година које је живело у другом ентитету у јуну 2005. године      | 1506     |
| 57  | Женско становништво старије од 5 година које је живело у другом ентитету у јуну 2005. године     | 1318     |
| 58  | Становништво од 3 године и више које говори аутохтони језик                                      | 1218     |
| 59  | Мушко становништво старо 3 године и више које говори аутохтони језик                             | 692      |
| 60  | Женско становништво старо 3 године и више које говори аутохтони језик                            | 526      |
| 61  | Становништво од 3 године и више које говори аутохтони језик и не говори шпански језик            | 23       |
| 62  | Мушко становништво старо 3 године и више које говори аутохтони језик и не говори шпански         | 9        |
| 63  | Женско становништво старо 3 године и више које говори аутохтони језик и не говори шпански језик  | 14       |
| 64  | Становништво старо 3 године и више које говори аутохтони језик и шпански                         | 1041     |
| 65  | Мушко становништво старо 3 године и више које говори аутохтони језик и шпански                   | 589      |
| 66  | Женско становништво старо 3 године и више које говори аутохтони језик и шпански                  | 452      |
| 67  | Становништво од 5 година и више које говори аутохтони језик                                      | 1161     |
| 68  | Становништво од 5 година и више које говори аутохтони језик и не говори шпански језик            | 17       |
| 69  | Становништво од 5 година и више које говори аутохтони језик и говори шпански језик               | 997      |
| 70  | Становништво у домородачким домаћинствима                                                        | 1908     |
| 71  | Становништво са ограничењима у активностима                                                      | 6649     |
| 72  | Становништво са ограниченим ходањем или кретањем, горе или доле                                  | 3855     |
| 73  | Становници са ограничењима вида, чак и уз кориштење сочива                                       | 1984     |
| 74  | Становништво са ограничењима говора, комуникације или конверзације                               | 568      |
| 75  | Становништво са ограниченим слухом                                                               | 660      |
| 76  | Становништво са ограничењима при одевању, купању или јелу                                        | 371      |
| 77  | Становништво са ограничењима у опажању или учењу једноставних ствари                             | 318      |
| 78  | Становништво са менталним ограничењима                                                           | 595      |
| 79  | Становништво без ограничења активности                                                           | 130250   |
| 80  | Становништво од 3 до 5 година које не похађа школу                                               | 3968     |
| 81  | Мушко становништво од 3 до 5 година које не похађа школу                                         | 2031     |
| 82  | Женско становништво од 3 до 5 година које не похађа школу                                        | 1937     |
| 83  | Становништво од 6 до 11 година које не похађа школу                                              | 407      |
| 84  | Мушко становништво од 6 до 11 година које не похађа школу                                        | 234      |
| 85  | Женско становништво од 6 до 11 година које не похађа школу                                       | 173      |
| 86  | Становништво од 12 до 14 година које не похађа школу                                             | 569      |
| 87  | Мушко становништво од 12 до 14 година које не похађа школу                                       | 321      |
| 88  | Женско становништво од 12 до 14 година које не похађа школу                                      | 248      |
| 89  | Становништво од 15 до 17 година похађа школу                                                     | 5690     |
| 90  | Мушко становништво од 15 до 17 година похађа школу                                               | 2882     |
| 91  | Женско становништво између 15 и 17 година живота у школи                                         | 2808     |
| 92  | Становништво од 18 до 24 године похађа школу                                                     | 5774     |
| 93  | Мушко становништво од 18 до 24 године похађа школу                                               | 2988     |
| 94  | Женско становништво од 18 до 24 године похађа школу                                              | 2786     |
| 95  | Становништво од 8 до 14 година које не може да чита и пише                                       | 360      |
| 96  | Мушко становништво старосног доба од 8 до 14 година које не може да чита и пише                  | 207      |
| 97  | Женско становништво старосног доби од 8 до 14 година које не може да чита и пише                 | 153      |
| 98  | Становништво од 15 година и више које је неписмено                                               | 2655     |
| 99  | Мушко становништво од 15 година и више које је неписмено                                         | 1317     |
| 100 | Женско становништво од 15 година и више које је неписмено                                        | 1338     |
| 101 | Становништво старо 15 и више година без школовања                                                | 3693     |
| 102 | Мушко становништво старо 15 и више година без школовања                                          | 1826     |
| 103 | Женско становништво старо 15 и више година без школовања                                         | 1867     |
| 104 | Становништво старосног доба 15 и више година са непотпуним основним образовањем                  | 10197    |
| 105 | Мушко становништво старосног доба од 15 година и више са непотпуном основним образовањем         | 5200     |
| 106 | Женско становништво старосног доба 15 и више година са непотпуном основним образовањем           | 4997     |
| 107 | Становништво старо 15 и више година са комплетним основним образовањем                           | 15246    |
| 108 | Мушко становништво старо 15 година и више са комплетним основним образовањем                     | 7435     |
| 109 | Женско становништво старо 15 и више година са комплетним основним образовањем                    | 7811     |
| 110 | Становништво старосног доба 15 и више година са непотпуним средњим образовањем                   | 5088     |
| 111 | Мушко становништво старосног доба од 15 година и више са непотпуним средњим образовањем          | 2874     |
| 112 | Женско становништво старосног доба од 15 година и више са непотпуним средњим образовањем         | 2214     |
| 113 | Становништво старо 15 и више година са пуним секундарном образовањем                             | 22854    |
| 114 | Мушко становништво старосног доба од 15 година и више са пуним секундарном образовањем           | 10844    |
| 115 | Женско становништво старосног доба од 15 година и више са пуним секундарном образовањем          | 12010    |
| 116 | Становништво старије од 18 година са постосновним образовањем                                    | 36487    |
| 117 | Мушко становништво старије од 18 година са постосновним образовањем                              | 17909    |
| 118 | Женско становништво старије од 18 година са постосновним образовањем                             | 18578    |
| 119 | Просечна оцена школовања                                                                         | 9.26     |
| 120 | Просечан ниво образовања мушке популације                                                        | 9.25     |
| 121 | Просечан ниво образовања женског становништва                                                    | 9.27     |
| 122 | Економски активно становништво                                                                   | 58147    |
| 123 | Економски активна мушка популација                                                               | 37082    |
| 124 | Економски активна женска популација                                                              | 21065    |
| 125 | Становништво које није економски активно                                                         | 48192    |
| 126 | Мушко становништво које није економски активно                                                   | 14851    |
| 127 | Женско становништво које није економски активно                                                  | 33341    |
| 128 | Запослено становништво                                                                           | 55256    |
| 129 | Запослено мушко становништво                                                                     | 34917    |
| 130 | Запослено женско становништво                                                                    | 20339    |
| 131 | Незапослена популација                                                                           | 2891     |
| 132 | Незапослена мушка популација                                                                     | 2165     |
| 133 | Незапослена женска популација                                                                    | 726      |
| 134 | Становништво без права на здравствене услуге                                                     | 26697    |
| 135 | Становништво које има право на здравствене услуге                                                | 110448   |
| 136 | Становништво које има право на ИМСС                                                              | 77736    |
| 137 | Становништво које има право на социјално осигурање                                               | 8637     |
| 138 | Становништво које има право на државно социјално осигурање                                       | 382      |
| 139 | Становништво које има право на опште осигурање или здравствено осигурање за нову генерацију      | 16210    |
| 140 | Становништво које је било једном или није било у браку током 12 година и више                    | 34827    |
| 141 | Венчано или уједињено становништво од 12 година и више                                           | 60111    |
| 142 | Становништво које је било у браку или уједињено 12 година и више                                 | 11633    |
| 143 | Становништво са католичком религијом                                                             | 114571   |
| 144 | Протестанти, еванђелисти и библијски следбеници различити од еванђелиста                         | 13710    |
| 145 | Становништво са другим религијама различитим од претходних                                       | 61       |
| 146 | Становништво без религије                                                                        | 7809     |
| 147 | Укупно пописаних домаћинства                                                                     | 39093    |
| 148 | Пописна домаћинства на челу са мушкарцима                                                        | 29214    |
| 149 | Пописна домаћинства на челу са женама                                                            | 9879     |
| 150 | Становништво у пописним домаћинствима                                                            | 136931   |
| 151 | Становништво у пописним домаћинствима на челу са мушкарцима                                      | 106779   |
| 152 | Становништво у пописним домаћинствима на челу са женама                                          | 30152    |
| 153 | Укупно домаћинстава                                                                              | 48315    |
| 154 | Укупно насељених домаћинстава                                                                    | 39303    |
| 155 | Укупно приватних кућа                                                                            | 48105    |
| 156 | Насељени приватни домови                                                                         | 39093    |
| 157 | Укупно насељених приватних кућа                                                                  | 39289    |
| 158 | Ненасељене приватне куће                                                                         | 7706     |
| 159 | Појединачна домаћинства за привремену употребу                                                   | 1306     |
| 160 | Становници у насељеним приватним кућама                                                          | 136931   |
| 161 | Насељеност станара у приватним становима                                                         | 3.5      |
| 162 | Просечно становника по соби у приватним насељеним домаћинствима                                  | 0.85     |
| 163 | Појединачна домаћинства са подовима од различитих материјала од земље                            | 38574    |
| 164 | Појединачна домаћинства у приземљу                                                               | 424      |
| 165 | Појединачна домаћинства са једном спаваћом собом                                                 | 12346    |
| 166 | Појединачна домаћинства са две спаваће собе и више                                               | 26667    |
| 167 | Појединачна домаћинства са једним собом                                                          | 1339     |
| 168 | Појединачна домаћинства са две собе                                                              | 4294     |
| 169 | Појединачна домаћинства са 3 собе и више                                                         | 33338    |
| 170 | Појединачна домаћинства која имају електрично светло                                             | 38890    |
| 171 | Појединачна домаћинства која немају електрично светло                                            | 134      |
| 172 | Појединачна домаћинства која имају водоводну воду у стамбеном простору                           | 38705    |
| 173 | Појединачна домаћинства која немају водоводну воду у стамбеном простору                          | 286      |
| 174 | Појединачна домаћинства која имају тоалет                                                        | 38627    |
| 175 | Појединачна домаћинства која имају канализацију                                                  | 38621    |
| 176 | Појединачна домаћинства која немају канализацију                                                 | 331      |
| 177 | Појединачна домаћинства која имају електрично светло, довод воде из јавне мреже и канализацију   | 38317    |
| 178 | Појединачна домаћинства без икаквих услова                                                       | 169      |
| 179 | Појединачна домаћинства која имају радио                                                         | 33840    |
| 180 | Појединачна домаћинства која имају телевизор                                                     | 38233    |
| 181 | Појединачна домаћинства која имају фрижидер                                                      | 37616    |
| 182 | Појединачна домаћинства која имају машину за веш                                                 | 33578    |
| 183 | Појединачна домаћинства која имају аутомобил или комби                                           | 26915    |
| 184 | Појединачна домаћинства која имају рачунар                                                       | 14057    |
| 185 | Појединачна домаћинства која имају фиксну телефонску линију                                      | 17158    |
| 186 | Појединачна домаћинства која имају мобилни телефон                                               | 31774    |
| 187 | Појединачна домаћинства која имају приступ интернету                                             | 9289     |